# Дамба (РСЗО)
ДП-62 «Дамба» — советский береговой самоходный реактивный бомбомётный комплекс. Создан на базе РСЗО 9К51 «Град».

## История создания
Разработки комплекса ДП-62 были начаты по постановлению Совета Министров СССР №999-362 от 31 декабря 1969 года. Головным исполнителем являлось НПО «Сплав». В 1980 году комплекс ДП-62 «Дамба» был принят на вооружение и начато серийное производство.

## Описание конструкции
Основным предназначением комплекса ДП-62 является поражение диверсионных сил противника на береговой линии у входов в пункты базирования и стоянки кораблей. В состав системы ДП-62 входят:
1. Боевая машина БМ-21ПД;
2. Транспортная машина 95ТМ с комплектом унифицированных стеллажей 9Ф37М;
3. Комплект технологического оборудования 95ТО;
4. Неуправляемые реактивные снаряды ПРС-60.

Боевая машина БМ-21ПД представляет собой доработанную версию боевой машины БМ-21. В отличие от БМ-21 боевая машина БМ-21ПД оборудована выпрямителем питания и может работать не только от собственной станции питания, но и от промышленной сети с напряжением 380 В. Огонь может вестись как из самой машины, так и с выносного пульта. Машина способна работать в двух режимах: в автономном и с использованием гидроакустической станции. Заряжание пакета производится вручную с грунта или из транспортной машины 95ТМ, оборудованной унифицированными стеллажами 9Ф37М. Транспортная машина выполнена на базе грузовика ЗИЛ-131 и способна возить 40 выстрелов.
Снаряд ПРС-60 способен поражать сверхмалые подводные лодки на глубине от 3 до 200 метров, при безрикошетной стрельбе в диапазоне дальностей от 0,3 до 5 км. Кроме того, имеется возможность уничтожения подводных диверсантов, для этого снаряд оснащается специальным наконечником. Вероятность поражения одиночного диверсанта при полузалпе (20 выстрелов) составляет 99 %.

## Модификации
- ДП-62 — базовая модификация
- ДП-62Э — экспортный вариант